# Stack Stevens
Pas d'image ? Cliquez ici

a Compétitions nationales et continentales officielles uniquement.

b Matchs officiels uniquement.
Claude (Stack) Brian Stevens, né le 2 juin 1940 à Godolphin (Cornouailles, Angleterre), est un ancien joueur international anglais de rugby à XV jouant au poste de pilier. 

## Biographie
En 1969, Stack Stevens est appelé en équipe d'Angleterre pour jouer face à l'Afrique du Sud. Il devient ensuite le premier joueur des du Penzance and Newlyn RFC à rejoindre les Lions britanniques pour la tournée en 1971.
Il souffrait d'une maladie neurologique rare et grave. Il décède le 10 octobre 2017.

## Statistiques en sélection nationale
Il dispute son premier match international, le 20 décembre 1969, contre l'équipe d'Afrique du Sud, et le dernier contre l'équipe d'Écosse, le 15 mars 1975.
- 25 sélections (+ 1 non officielle)
- Sélections par année : 1 en 1969, 3 en 1970, 1 en 1971, 5 en 1972, 7 en 1973, 4 en 1974, 4 en 1975
- Tournois des Cinq Nations disputés : 1970, 1972, 1973, 1974, 1975

## Palmarès
- Angleterre
  - Vainqueur du Tournoi des Cinq Nations en 1973